# Deutsche Volleyball-Bundesliga 1998/99 (Männer)
Die Saison 1998/99 der Volleyball-Bundesliga war die 25. Ausgabe dieses Wettbewerbs. Der VfB Friedrichshafen verteidigte seinen Titel als Deutscher Meister erfolgreich. Leipzig und Bottrop mussten absteigen.

## Mannschaften
In dieser Saison spielten folgende zehn Mannschaften in der Bundesliga:
- Post SV Berlin
- SCC Berlin
- VC Bottrop 90
- Dürener TV
- SV Fellbach
- VfB Friedrichshafen
- VfB Leipzig
- VC Eintracht Mendig
- Moerser SC
- SV Bayer Wuppertal

## Ergebnisse
Nach der Hauptrunde gab es eine Playoff-Runde, um den neuen Meister zu ermitteln.

### Hauptrunde
| #   | Verein          | Punkte | Sätze |
| --- | --------------- | ------ | ----- |
| 1.  | Wuppertal       | 34:2   | 53:15 |
| 2.  | SCC Berlin      | 30:6   | 49:17 |
| 3.  | Friedrichshafen | 28:8   | 47:17 |
| 4.  | Mendig          | 20:16  | 36:34 |
| 5.  | Moers           | 18:18  | 35:33 |
| 6.  | Post Berlin     | 14:22  | 31:40 |
| 7.  | Fellbach        | 14:22  | 26:42 |
| 8.  | Düren           | 10:26  | 27:46 |
| 9.  | Bottrop         | 8:28   | 22:47 |
| 10. | Leipzig         | 4:32   | 17:52 |

### Play-offs
In den Play-offs setzte sich der VfB Friedrichshafen durch.